# Трансизраильский нефтепровод

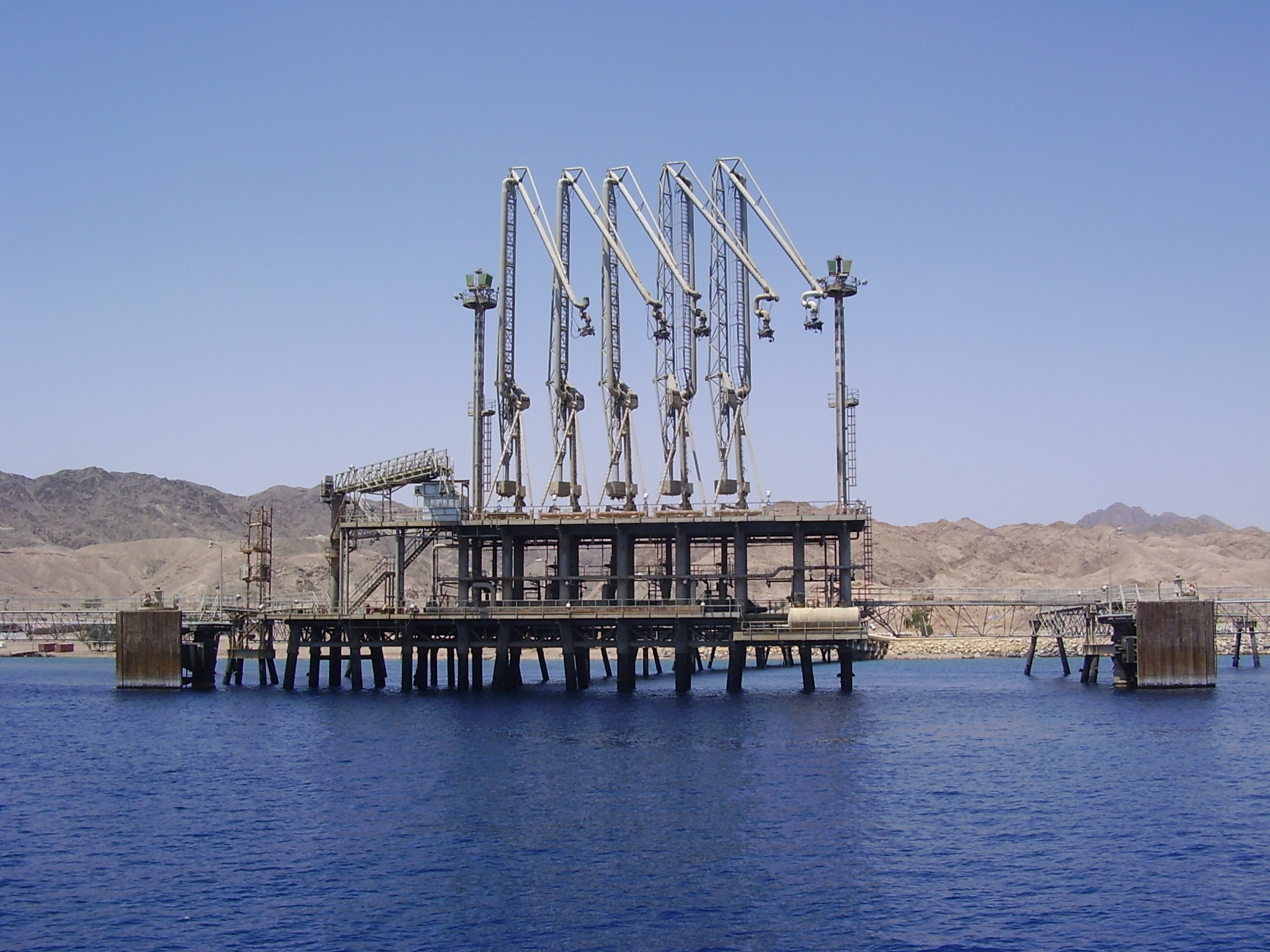
Нефтяной терминал в Эйлате

Расположение трубопровода

Трансизраильский нефтепровод (ивр. קו צינור אילת-אשקלון‎), также Tipline и нефтепровод Эйлат — Ашкелон — нефтепровод в Израиле, построенный для перекачки иранской нефти в Израиль и Европу.

## История
Израиль — одна из немногих стран Ближнего Востока, не имеющих собственных запасов нефти. Арабские страны, враждебно настроенные к Израилю, старались отрезать страну от внешних поставок нефти. Только Иран, населенный не арабами, а персами, с середины 1950-х гг. тайно обеспечивал Израиль нефтью: до 90 % израильского нефтяного импорта поступало из Ирана.
Летом 1965 года израильский министр иностранных дел Голда Меир встретилась с иранским шахом Мохаммедом Резой Пехлеви в Тегеране. Она предложила проект совместного строительства и эксплуатации нефтепровода. Встреча была совершенно секретной, поскольку официально Иран не признавал Израиль. Кроме того, шах не желал портить отношения с арабским миром. Тем не менее, шах дал знать, что готов к секретным переговорам. Иранская сторона была представлена Национальной иранской нефтяной компанией (NIOC). Израиль и Иран договорились создать совместное партнёрство в равных долях; компания Trans-Asiatic Oil Ltd была зарегистрирована в Швейцарии. По требованию иранской стороны участие Ирана не разглашалось.
Практическое воплощение проект получил через два года, когда президент Египта Насер после Шестидневной войны перекрыл Суэцкий канал. В этих условиях шах решил, что идея трубопровода отвечает стратегическим интересам Ирана, поскольку три четверти иранской нефти шло через Суэцкий канал. Благодаря израильскому нефтепроводу Иран мог уменьшить зависимость от Египта.
Строительство трубопровода было завершено в 1969 году. В декабре того же года началась перекачка нефти. За первый год было перекачано 10 млн тонн, из них 3 млн тонн Израиль приобрёл для собственных нужд, остальное шло на экспорт.
После свержения шаха Мохаммеда Резы Пехлеви в ходе исламской революции 1979 года использование трубопровода было прекращено.

## Параметры
Длина — 254 км, диаметр 107 см (42 дюйма). Пропускная способность в направлении из Ашкелона в Эйлат — 400 000 баррелей в день, в противоположном направлении — 1,2 млн баррелей в день. Владельцем и оператором трубопровода является трубопроводная компания «Эйлат — Ашкелон».

## Российский проект
В 2003 году Израиль и Россия заключили соглашение по поставкам на азиатские рынки российской нефти. Нефть доставляется танкерами из Новороссийска до Ашкелона, затем перегружается по нефтепроводу и поступает на терминал в Эйлате, где вновь грузится на танкеры для экспорта в Азию. Иными словами, нефть движется в направлении, противоположном предусмотренному изначально. Этот маршрут из Европы в Азию короче, чем путь вокруг Африки, и дешевле, чем через Суэцкий канал, через который к тому же не могут пройти супертанкеры.

## Аварии
В декабре 2014 года разрыв в районе южной оконечности трубопровода привёл к массовому разливу нефти в природном заповеднике вблизи поселения Беэр-Ора.

## Транспортировка нефти из ОАЭ
После подписания Соглашений Авраама Израиль и ОАЭ достигли договорённости об использовании нефтепровода в прямом направлении, для транспортировки нефти из ОАЭ в Европу минуя Суэцкий канал. 4 мая 2021 года государственная компания КЦАА объявила о начале поставок нефти из Объединённых Арабских Эмиратов в её терминал в Эйлате для последующей перекачки по нефтепроводу в Ашкелон и дальнейшей транспортировки в страны Средиземноморского бассейна.